# Matonabbee

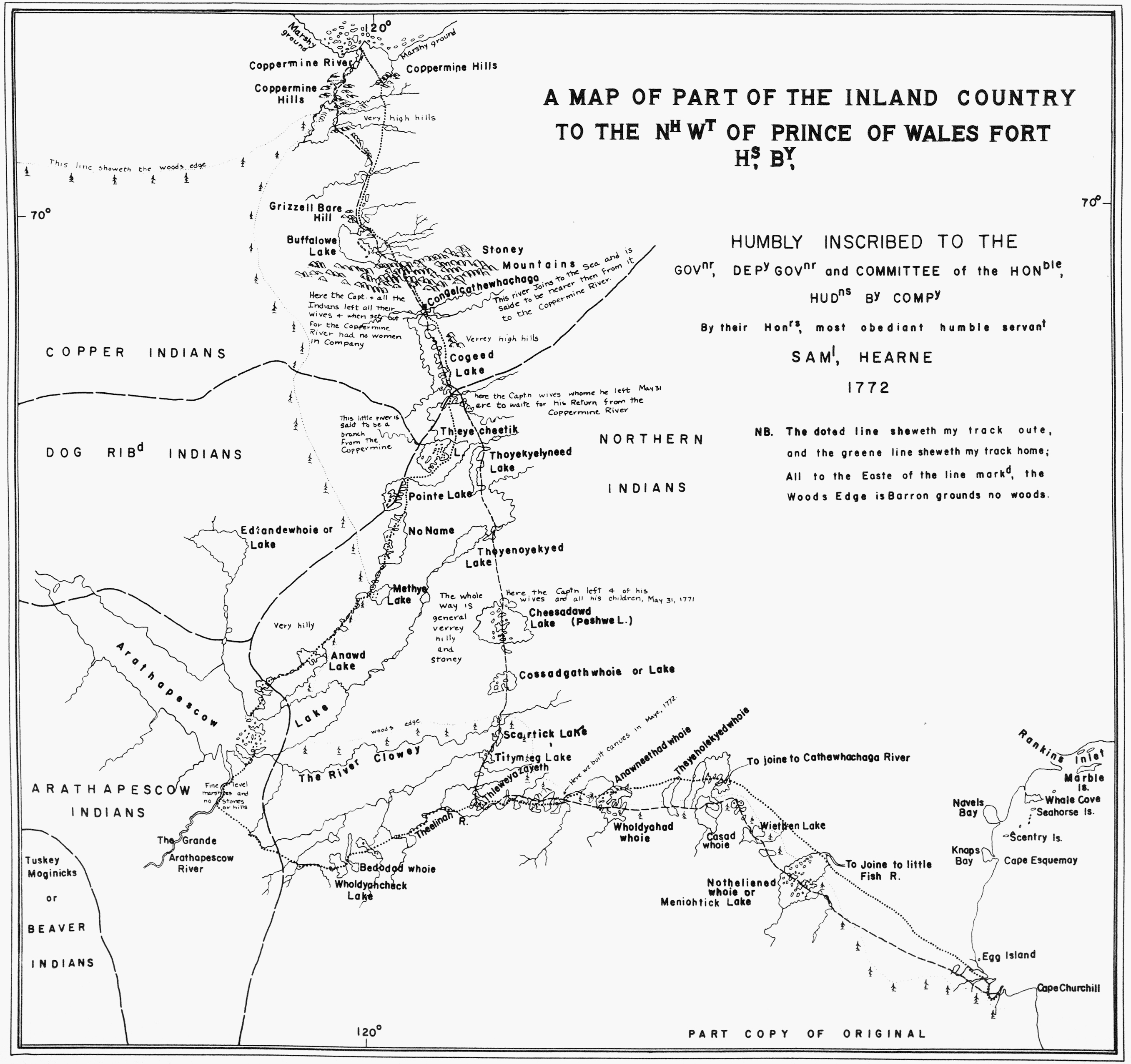
Weg Matonabbees und Samuel Hearnes auf der gemeinsamen Expedition.

Matonabbee (* um 1737; † nach August 1782) war ein Jäger und herausragender Führer der Chipewyan oder Dene. Er spielte für die Erschließung des Nordens Britisch-Nordamerikas eine bedeutende Rolle und war für den Erfolg der 3. Expedition von Samuel Hearne von ausschlaggebender Bedeutung.

## Biografie
Matonabbees Mutter war mit einem Angestellten der Hudson’s Bay Company (HBC) verheiratet und lebte dauerhaft bei den Briten. Sie war einer Gruppe von Cree in die Hände gefallen, jedoch von den Briten freigekauft worden. Nach dem Tod seines Vaters nahm Gouverneur Richard Norton den Jungen im Fort Prince of Wales auf, wo er ein wenig die englische Sprache erlernte. 1741 holten ihn Verwandte seines Vaters nach Hause, weil der neue Factor des Forts, James Isham, sich nicht um ihn kümmerte. Erst als Ferdinand Jacobs neuer Factor wurde, kehrte er 1752 zurück. Neben Englisch lernte er Cree. Ende der 1750er Jahre setzte ihn die HBC als Vermittler zwischen zwei zerstrittenen Gruppen ein, den „Athapuscow Indians“, also Cree, die am Lake Athabasca lebten, und einigen Gruppen der Chipewyan. Es gelang ihm ein Ausgleich.
1762 wurde er und ein weiterer Indianer namens Idotliazee von Richard Nortons Sohn Moses Norton damit beauftragt, die Kupfervorkommen am Coppermine River zu erkunden. Matonabbee brachte 1767 einen Kupferbrocken von dieser Expedition mit. Dies veranlasste Moses Norton dazu, die Hudson’s Bay Company zu einer größeren Überlandexpedition zu bewegen. Leiter der Expedition sollte Samuel Hearne werden, der allerdings bereits 1769 und 1770 gescheitert war – wohl durch die von Norton ausgewählten Führer. Bei seinem ersten Versuch hatte ihn sein Führer Chawchinahaw schon kurz nach dem Aufbruch im Stich gelassen, sein zweiter Führer Conneequese ging nach einigen Monaten im späteren Dubawnt River country in den Nordwest-Territorien verloren.
Bei der dritten Expedition, die knapp 19 Monate dauerte, hatte Matonabbee, der das zweifache Scheitern auf das Fehlen von Frauen zurückführte, bei der von 1770 bis 1772 dauernden Expedition wesentlichen Anteil am Erfolg. Er war ein erfahrener Organisator und erkannte die unverzichtbare Rolle, die die Fertigkeiten der Frauen spielten. Dazu gehörten zahlreiche Arbeiten, wie Kochen und das Herstellen und Reparieren von Kleidung, von deren Qualität das Überleben der Expeditionsteilnehmer im extremen Klima abhing. Sie wussten zudem, wie die Ernährung zusammengesetzt sein musste, um Mangelerscheinungen zu vermeiden. Zudem hatten die Männer durch die Entlastung beim Tragen bessere Möglichkeiten, in weitem Umkreis auf der Suche nach Nahrung auszuschwärmen. Matonabbee selbst hatte sieben Frauen, wie Hearne berichtet. Darüber hinaus passten sie ihre Bewegung durch das riesige Gebiet den Wegen der Karibu- und Bisonherden an.
Mattonabees Einfluss war so groß, dass er ganze Gruppen von indianischen Fellhändlern dazu veranlasste, zum Fort der Company zu kommen, um ihre Beute dort anzubieten. Auch organisierte er selbst solche Gruppen, die den Warenaustausch über die gewaltigen Entfernungen durchführten. Bis zu den Yellowknife, den am weitesten entfernt lebenden Chipewyan, unterhielt er Kontakte, dazu zu einigen Dogrib. Hearne beschreibt ihn als ausgesprochen höflichen, sechs Fuß großen Mann. Seine Konversation war flüssig, leicht und angenehm, dabei bescheiden, wobei er „die Lebhaftigkeit des Franzosen, die Ernsthaftigkeit eines Engländers und die Würde und den Adel eines Türken aufs angenehmste mischte“. Er trank gern spanischen Wein, doch war er nie betrunken. Das einzige, was ihm Hearne verübelte, war sein Versuch, den Ehemann der von ihm geraubten Frau zu töten. Normalerweise vollzog sich eine solche Auseinandersetzung nach seiner Darstellung in Form eines streng ritualisierten Ringkampfs. Außerdem berichtet Samuel Hearne, dass Matonabee eine seiner damals sieben Frauen erschlug, da er sich in seiner Ehre verletzt sah.
Bei der Hearne-Expedition töteten er und seine Männer am 14. Juli 1771 eine Gruppe von etwa 20 Inuit. Dieses Massaker wurde als Bloody Falls Massacre bekannt. Die Bloody Falls wurden 1978 zur National Historic Site erhoben und sind heute ein Teil des Kugluk (Bloody Falls) Territorial Park in Nunavut.
1772 erhoben ihn die Händler der Hudson’s Bay Company zum Oberhaupt der Chipewyan, womit sie die Machtstrukturen dieser indianischen Großgruppe völlig verkannten. Für die lokalen Führer war das Oberhaupt nur deshalb von Bedeutung und wurde akzeptiert, weil es gute Kontakte zur Company bot.
Der Tod von vielen Chipewyan während einer Pocken-Epidemie, die Eroberung des Fort Prince of Wales durch die Franzosen, die Zerstörung der Churchill Factory im Jahr 1782 und die Gefangennahme seines Freundes Samuel Hearne im selben Jahr veranlassten Matonabbee, sich das Leben durch Erhängen zu nehmen. Mit diesen Katastrophen war seine herausragende Machtstellung zerstört.
Dies ist in der Literatur die erste Erwähnung eines Selbstmordes einer nordamerikanischen, indianischen Person.
Am 11. November 1981 ehrte die kanadische Regierung, vertreten durch den für das Historic Sites and Monuments Board of Canada zuständigen Minister, Matonabbee für seine Rolle als Anführer und erklärte ihn zu einer „Person von nationaler historischer Bedeutung“.